# 植松正

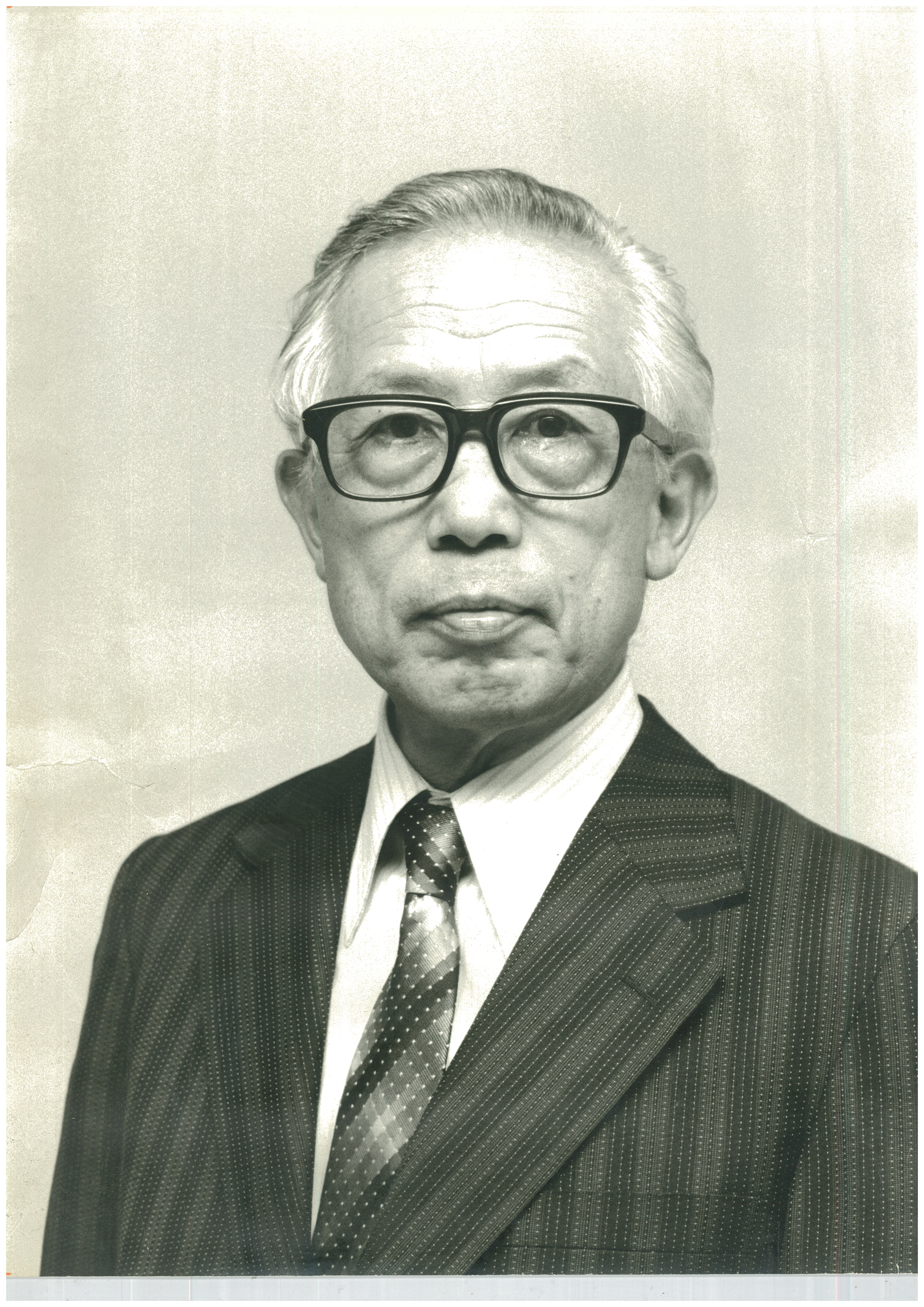
植松正・一橋大学名誉教授

植松 正（うえまつ ただし、1906年（明治39年）1月21日 - 1999年（平成11年）2月3日）は、日本の刑法学者・裁判官・検察官・弁護士。一橋大学名誉教授。
千葉県出身。台北帝国大学教授を経て、一橋大学刑法講座初代専任教授を務めた。NHK放送文化賞受賞。紫綬褒章受章。司法試験考査委員、日本尊厳死協会長等を歴任。死刑存置を主張するなど、保守的な立場を取る。1989年には大喪の礼に出席。

## 来歴
- 1906年（明治39年）1月21日：千葉県東金市に生まれる[3]。
- 1917年（大正6年）3月：淀橋第二小学校卒業[3]
- 1929年（昭和4年）3月31日：日本大学（夜間部）法文学部文学科（心理学専攻）卒業[3]
- 1929年（昭和4年）4月1日：日本大学講師[3]
- 1932年（昭和7年）3月16日：東京外国語学校フランス語専修科修了[3]
- 1932年（昭和7年）4月1日：東北帝国大学法文学部入学[3]
- 1934年（昭和9年）11月6日：高等試験司法科試験合格[3]
- 1935年（昭和10年）3月26日：東北帝国大学法文学部（法律学専攻）卒業[3]
- 1935年（昭和10年）5月20日：司法官試補[3]
- 1936年（昭和11年）12月26日：予備検事[3]
- 1937年（昭和12年）7月31日：水戸区裁判所兼同地方裁判所検事[3]
- 1939年（昭和14年）4月26日：横浜地方裁判所検事兼同区裁判所検事[3]
- 1940年（昭和15年）1月29日：東京区裁判所検事兼同刑事地方裁判所検事[3]
- 1940年（昭和15年）5月18日：東京刑事地方裁判所判事兼同民事地方裁判所判事兼同区裁判所判事[3]
- 1941年（昭和16年）3月31日：台北帝国大学助教授[3]
- 1944年（昭和19年）5月13日：台北帝国大学教授[3]
- 1945年（昭和20年）10月2日：東京刑事地方裁判所判事兼同民事地方裁判所判事兼同同区裁判所判事[3]
- 1946年（昭和21年）3月15日：東京控訴院検事[3]
- 1947年（昭和22年）5月3日：東京高等検察庁検事[3]
- 1950年（昭和25年）6月30日：一橋大学法学社会学部教授[3]
- 1962年（昭和37年）3月31日：東北大学より心理学で文学博士の学位を受く（学位論文「証言の信頼度における性的・年齢的差異の研究」）[3]
- 1965年（昭和40年）4月1日：一橋大学法学部長[3]
- 1969年（昭和44年）3月31日：一橋大学定年退官[3]
- 1969年（昭和44年）4月1日：一橋大学名誉教授、明治学院大学法学部教授[3]
- 1969年（昭和44年）4月9日：弁護士登録（第一東京弁護士会）[3]

安楽死に違法性がない場合もあるとし、1986年から1996年にかけて日本尊厳死協会会長を務めた。

## 門下
弟子に福田雅章（一橋大学名誉教授）、日高義博（元専修大学学長）、齊藤誠二（筑波大学名誉教授）、村井敏邦（一橋大学名誉教授）、神山敏雄（岡山大学名誉教授）、庭山英雄（元専修大学教授、弁護士）、野村幸雄（元国連アジア極東犯罪防止研修所教官）等。居林次雄（元経済広報センター事務局長）なども植松ゼミ出身。

## 受賞歴
- 1975年 NHK放送文化賞[8]

## 叙位・叙勲
- 1969年 紫綬褒章[8]
- 1979年 勲二等旭日重光章[8]

## 著作
- 『犯行の心理』民生書院 1947
- 『民族と犯罪』有斐閣 (新日本刑事学叢書)1947
- 『裁判心理学の諸相』世界社 (新学術叢書) 1947
- 『民族と犯罪』有斐閣(新日本刑事学叢書) 1947
- 『警察教養 第1輯』協和図書出版 1948
- 『軽犯罪法講義』立花書房 1948
- 『刑事法学研究 第1巻』有斐閣 1949
- 『刑法教室』第1-4 大蔵省印刷局 1952-59
- 『刑法学各論』勁草書房 1952
- 『刑法学総論』良書普及会 1953
- 『裁判 真実の発見と正義の実現』1955 (角川新書)
- 『刑法概論』勁草書房、1956）
- 『刑法総論』青林書院 (現代法学全書) 1957
- 『証言の信頼度 特にその性的・年齢的差異』有斐閣 (日本刑法学会選書) 1959
- 『刑法ノート』有信堂(文化新書) 1959
- 『供述の心理 真実と虚偽のあいだ』日本評論社 1964
- 『刑法の感覚』日本評論社 1964
- 『刑法エッセイ』正続 勁草書房 1965-66
- 『刑法評論』第1-2 勁草書房 1968-69
- 『法の映像』帝国地方行政学会 1971
- 『法のうちそと』正続 ダイヤモンド社 1974-75
- 『去日来日』正続（勁草書房、1977-78）
- 『刑事訴訟法教室』第一法規出版 1980.8
- 『刑法とはなにか』日本放送出版協会 (新NHK市民大学叢書) 1983
- 『新刑法エッセイ 1』勁草書房 1985.4
- 『法の視点』兼六館出版 1991.11
- 『刑法の話題』（信山社、1995）

### 共編著
- 『軽犯罪法 註釈』野木新一,中野次雄共著 良書普及会 1949
- 『最高裁判所刑法判例集要』前田宏共編 勁草書房 1951
- 『犯罪心理学』 朝倉書店 1955
- 『口語刑法』監修（自由国民社、2000）

## 論文
- 「児童画に於ける構図の発達」 『教育心理研究』 第4巻 9号 1929
- 「児童画に於ける形象の発達」 『教育心理研究』 第4巻 12号 1929
- 「児童画に於ける色彩の発達」 『教育心理研究』 第5巻 9号 1930
- 「児童の知覚判断に於ける色彩と形象の競合問題」 『教育心理研究』 第8巻 12号 1933
- 「戦争の犯罪に及ぼす影響」 『犯罪学雑誌』 第2巻 1938
- 「体験証言における伝聞の混入」 『心理学研究』 第14巻 3輯 1939
- 「幼児の供述能力 (1)(2)」 『教育心理研究』 第15巻 10号・12号 1940
- 「法律と心理学」「裁判心理」 『現代心理学 6. 法律・政治の心理』 河出書房 1943
- 「犯罪少年の心理と教育」 『児童心理叢書 V. 特殊児童の心理』 金子書房 1948
- 「不良化と矯正」 『教育心理学講座 4. 道徳教育の心理』 金子書房 1953
- 「裁判心理」 『心理学講座 7. 臨床心理』 中山書店 1954
- 「裁判」 『講座現代社会心理学 7. 経済と政治の心理』 中山書店 1961
- 「量刑心理の分析」 『ジュリスト』 第303号 1964

### 記念論集
- 『刑法と科学 心理学・医学編 植松博士還暦祝賀』鴨良弼ほか 有斐閣 1970
- 『刑法と科学 法律編』有斐閣 1971